# Супутникова антена

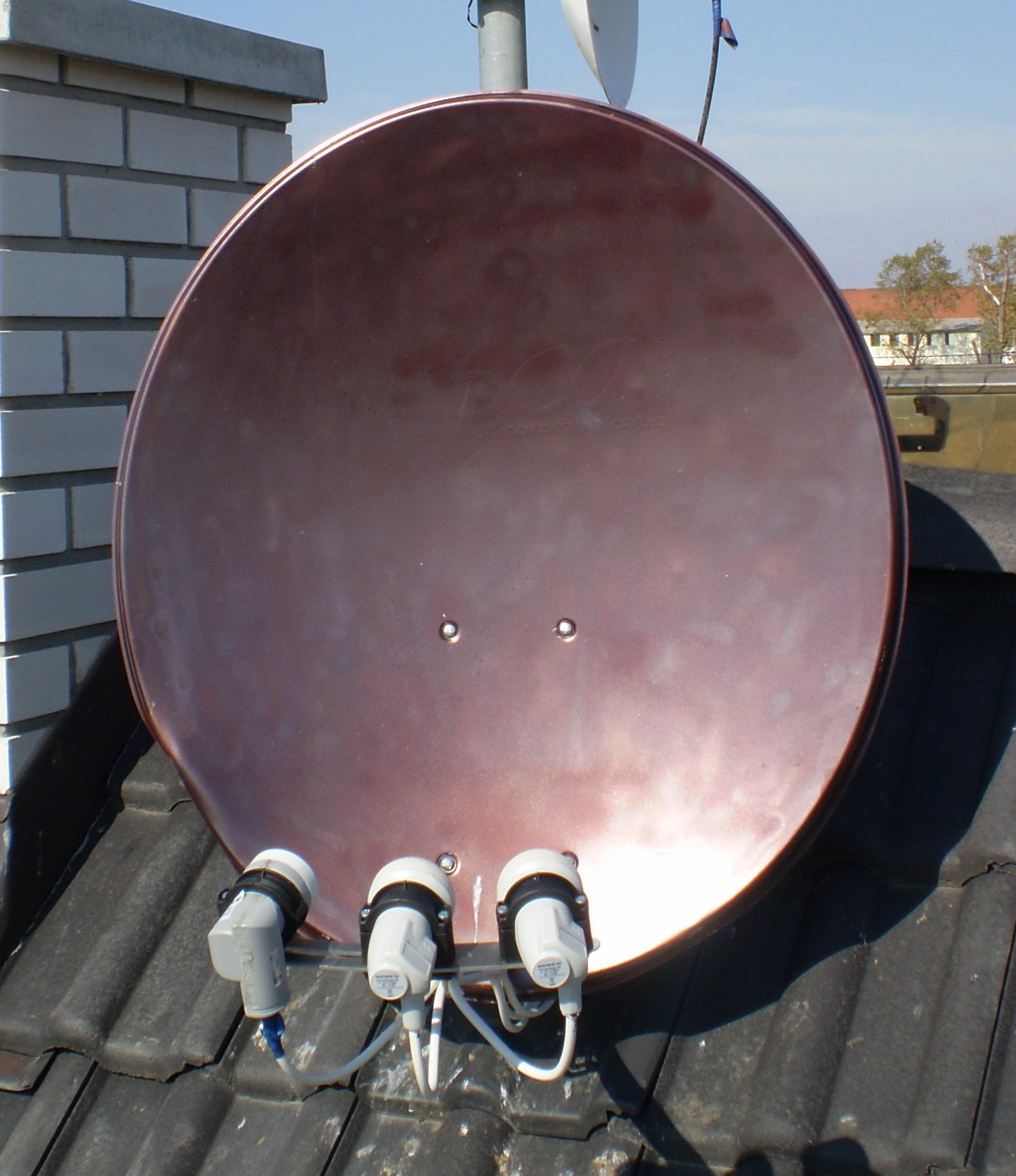
Параболічна офсетна антена з трьома конвертерами

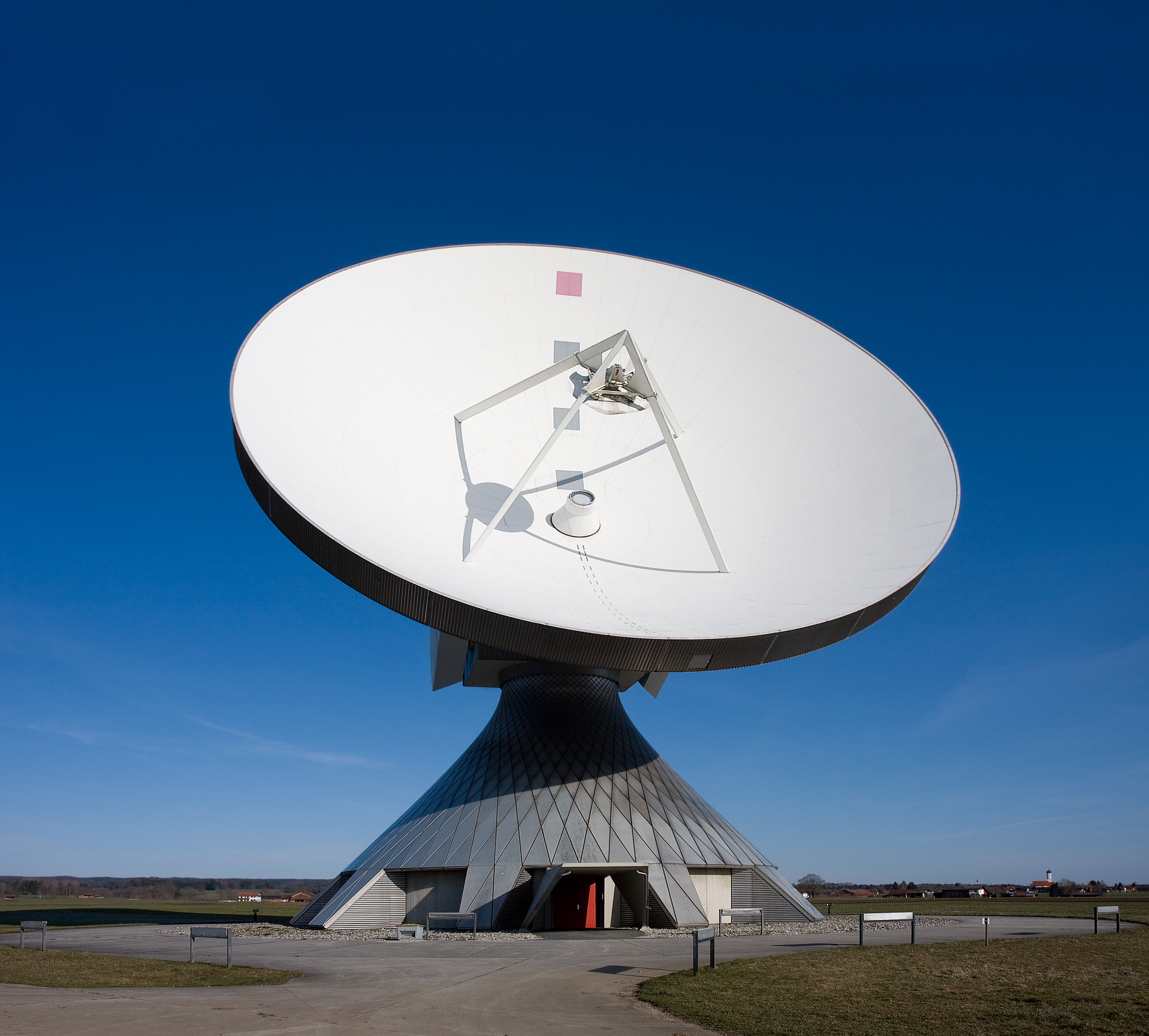
Прямофокусна антена в Растінгу (Баварія)

Супу́тникова антена, розм. супутникова тарілка — комплект обладнання для прийому або передачі сигналів з або на штучний супутник. Включає дзеркало або рефлектор, один або декілька конвертерів, штангу для кріплення конвертера, мультифід (для позиціювання та кріплення 2-го та наступних конверторів), стійку або кронштейн та вузол кріплення (підвіску). Може також включати контррефлектор (допоміжне дзеркало), мотопідвіс, перемикач або комутатор DiSEqC (для двох або більше конвертерів).
За конструкцією і геометрією поверхні рефлектора антени діляться на параболічні і тороїдальні. Параболічні антени діляться на прямофокусні та офсетні.
Найпоширеніші серед населення параболічні офсетні антени.
Чим більший розмір антени (дзеркала), тим більш стійкий сигнал можна отримати з супутника, тим більший запас стійкості при несприятливих погодних умовах (дощ, сніг, туман, хмари).
В бортових системах космічних апаратів можуть використовуватися фазовані або цифрові антенні решітки